# Jennifer Damiano
Jennifer Damiano (White Plains, 12 maggio 1991) è un'attrice e cantante statunitense.
È nota soprattutto come interprete di musical a Broadway: Spring Awakening (2006), Next To Normal (2009), Spiderman (2011), American Psycho (2016).

## Filmografia

### Cinema
- 4th Man Out, regia di Andrew Nackman (2015)

### Televisione
- Gossip Girl - serie TV, 1 episodio (2008)